# Écologie des îles
L'écologie insulaire est l'étude des organismes insulaires et de leurs interactions entre eux et avec l'environnement. Les îles représentent près d'un sixième de la superficie totale de la Terre mais l'écologie des écosystèmes insulaires est très différente de celle des communautés continentales. Leur isolement et leur grande disponibilité de niches vides conduisent à une spéciation accrue. En conséquence, les écosystèmes insulaires représentent 30% des points chauds de la biodiversité mondiale, 50% de la diversité tropicale marine et certaines des espèces les plus inhabituelles et rares. De nombreuses espèces restent encore inconnues.
La diversité des espèces sur les îles subit fortement l'impact des activités humaines telles que la déforestation et l'introduction d'espèces exotiques. En réponse, les écologistes et les gestionnaires orientent leur attention vers la conservation et la restauration des espèces insulaires. Parce qu'il s'agit de systèmes simples, les îles offrent l'occasion d'étudier les processus d' extinction qui peuvent être extrapolés à des écosystèmes plus vastes.

## Processus écologiques sur les îles
Les îles sont des sites attractifs pour la recherche écologique car elles fournissent des exemples clairs d'évolution en action. Ils montrent des modèles intéressants de colonisation, d'adaptation et de spéciation.

## Colonisation et implantation
Les îles sont entourées d'eau et peuvent ou non faire partie d'une masse continentale. Les îles océaniques surviennent en raison de l'activité volcanique ou de la croissance des récifs, et s'atténuent généralement avec le temps en raison de l'érosion et du changement du niveau de la mer. Lorsque les îles émergent, elles subissent un processus de succession écologique au fur et à mesure que les espèces colonisent l'île (voir théorie de la biogéographie insulaire). Les nouvelles espèces ne peuvent pas immigrer par voie terrestre et doivent à la place arriver par voie aérienne, maritime ou éolienne. En conséquence, les organismes dotés de capacités de dispersion élevées, tels que les plantes et les oiseaux, sont beaucoup plus courants sur les îles que les taxons mal dispersés comme les mammifères. Cependant, certains mammifères sont présents sur les îles, probablement en nageant ou en montant sur des «radeaux» naturels emportés par le continent.
Parmi les espèces qui arrivent, seules quelques-unes pourront survivre et établir des populations. En conséquence, les îles ont moins d'espèces que les habitats continentaux. Les populations insulaires sont petites et présentent une faible variabilité génétique (voir effet fondateur), mais sont isolées des prédateurs et des concurrents avec lesquels elles ont initialement évolué. Cela peut conduire à un processus appelé libération écologique, où une espèce est libérée de ses interactions communautaires ancestrales puis colonise de nouvelles niches.

## Adaptation
En réponse à ces pressions écologiques changeantes, les espèces insulaires peuvent devenir beaucoup plus dociles que leurs homologues du continent, et peuvent devenir plus grandes (voir le gigantisme insulaire) ou plus petites (voir nanisme insulaire). Certaines de ces adaptations uniques se reflètent dans des espèces insulaires charismatiques telles que la tortue géante, le dragon de Komodo ou les mammouths pygmées.

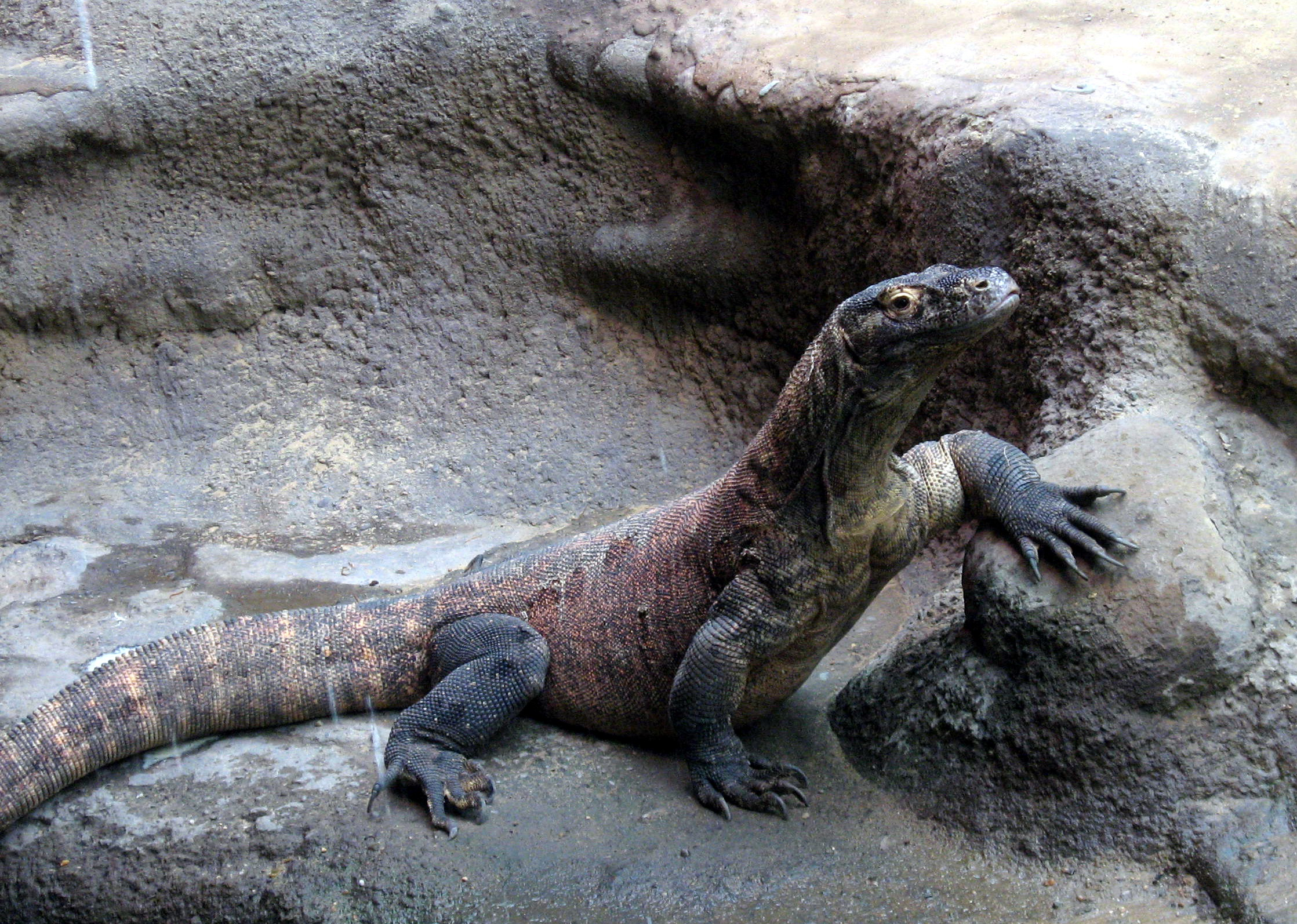
Le dragon de Komodo est un exemple de gigantisme insulaire.

Après l'immigration, les oiseaux et certains reptiles ou mammifères ont tendance à devenir plus gros et prédateurs, montrant une concurrence intraspécifique détendue. Pour les mammifères, les petites espèces augmenteront en taille et les grandes espèces diminueront en taille. C'est ce que l'on appelle la «règle de l'île» et il est suggéré de minimiser la dépense énergétique.
D'autres adaptations à la vie sur les îles comprennent une poïkilothermie accrue, un comportement anti-prédateur détendu, et une sélection sexuelle  chez les animaux, et la perte des défenses herbivores et une dispersion réduite chez les plantes.

## Spéciation
La formation de nouvelles îles et leur isolement du continent offrent de nombreuses niches inoccupées auxquelles les espèces peuvent s'adapter. L'immigration de prédateurs et de concurrents étant limitée, de nombreux organismes sont capables de persister dans ces nouvelles niches. Cela se traduit par une fréquence élevée d' endémisme, où les espèces sont uniques à une zone localisée. Par exemple, 50% des zones d'oiseaux endémiques se trouvent sur des îles.
L'endémisme est souvent le résultat d' un rayonnement adaptatif . Le rayonnement adaptatif se produit lorsqu'une seule espèce colonise une zone et se diversifie rapidement pour remplir toutes les niches disponibles. Un exemple courant est l'assemblage d'espèces de pinsons documenté par Charles Darwin dans les îles Galapagos. Les pinsons de Darwin ont présenté un rayonnement adaptatif en faisant évoluer différentes tailles de bec pour exploiter la diversité des graines présentes sur les différentes îles.

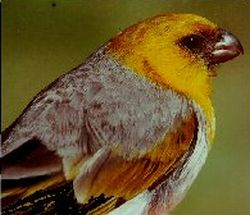
Le palila, l'une des nombreuses espèces menacées d'extinction qui a évolué par rayonnement adaptatif et est endémique des îles hawaïennes.

Parce que la répartition de ces populations est limitée par leurs habitats insulaires, elles ont tendance à avoir moins d'individus que leurs homologues du continent et une variation génétique plus faible. Ceci, avec les facteurs comportementaux et écologiques mentionnés ci-dessus, rend les espèces insulaires plus vulnérables à l'extinction.

## Survie
La survie continue des espèces sur les îles dépend de facteurs tels que la sélection naturelle, la variation génétique, les perturbations naturelles (ouragans, éruptions volcaniques) et les perturbations d'origine humaine (espèces introduites, perte d'habitat). Les perturbations causées par l'homme ont tendance à être la principale cause de mortalité, et la compréhension des causes de l'extinction facilite les efforts de conservation.

### Impacts humains sur les écosystèmes insulaires
Le mouvement des humains vers les îles a conduit à l'extinction rapide d'espèces insulaires indigènes, soit par la chasse, la destruction de l'habitat ou l'introduction d'espèces.

### Chasse
De nombreux grands animaux sur les îles ont été chassés jusqu'à l'extinction par les humains. Un exemple bien connu est le dodo, autrefois trouvé sur l'île Maurice . Il a évolué pour devenir grand, incapable de voler et docile, et a ensuite été conduit à l'extinction par les humains et les prédateurs introduits.

### Destruction de l'habitat
L'épuisement des ressources naturelles peut avoir des effets dramatiques sur l'écologie insulaire. Sur l'île de Pâques, l'épuisement de la forêt par l'homme a non seulement entraîné une perte généralisée d'espèces, mais aussi l'effondrement de la civilisation insulaire.

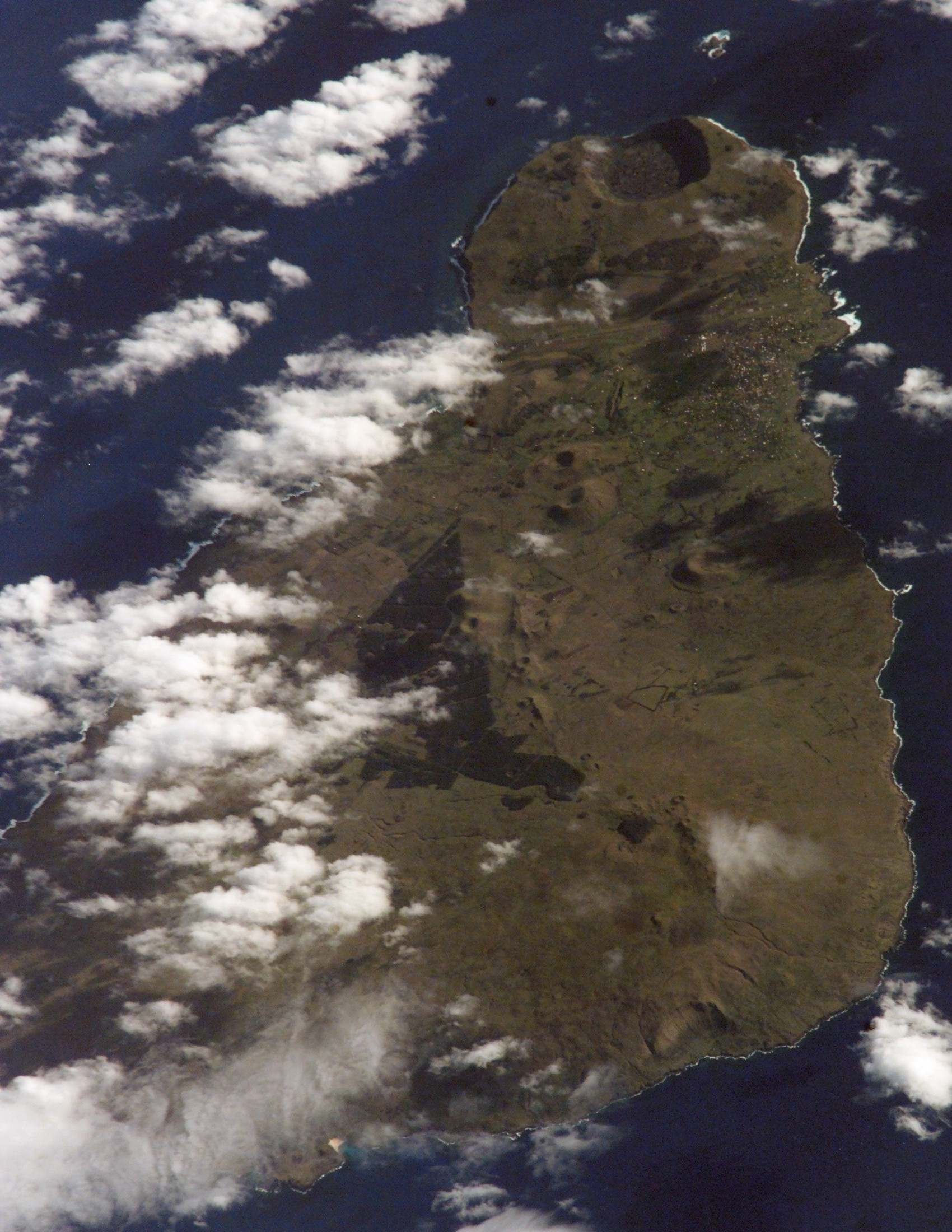
L'île de Pâques a été un site de changements écologiques dramatiques.

Aujourd'hui, il y a plus de 500 millions de personnes sur les îles, toutes dépendantes des ressources locales soit directement (utilisation traditionnelle), soit indirectement (revenus de l'écotourisme). La croissance démographique et le développement entraînent une forte déforestation, une pollution et une surexploitation. La surexploitation de la faune océanique est particulièrement préoccupante car les rendements des espèces de poissons des récifs coralliens sont une importante source de nourriture pour les populations insulaires.

## Espèces introduites
Les humains ont contribué à la mondialisation et réduit l'isolement effectif des communautés insulaires, permettant l'invasion d'espèces exotiques. Cela peut avoir un effet profond sur les espèces indigènes. À Guam, le serpent arboricole brun introduit a mangé presque toutes les espèces de vertébrés indigènes jusqu'à l'extinction. Les chats et les chiens sauvages ont également considérablement diminué les populations de vertébrés indigènes sur les îles, à la fois par la prédation et la maladie. Les ongulés introduits constituent une autre menace majeure, car ils broutent la végétation indigène et peuvent détruire des forêts entières. Les graminées exotiques peuvent surpasser les espèces indigènes du sous-étage et augmenter le risque d'incendie. Enfin, les insectes sociaux tels que les fourmis posent également des problèmes majeurs.

## Réchauffement climatique
Le réchauffement climatique est en train de devenir une cause importante de perte d'espèces sur les îles. Cela peut être dû à l'élévation du niveau de la mer, à l'intrusion d'eau salée dans les habitats d'eau douce ou à l'incapacité des espèces à s'adapter à l'augmentation des températures et aux événements météorologiques extrêmes. Les espèces végétales sont particulièrement sensibles. Dans les zones plus isolées, telles que les îles de l'océan Austral, les effets indirects tels que les espèces envahissantes et le réchauffement climatique peuvent jouer un plus grand rôle pour influencer les populations que la surexploitation, la pollution et la perte d'habitat.

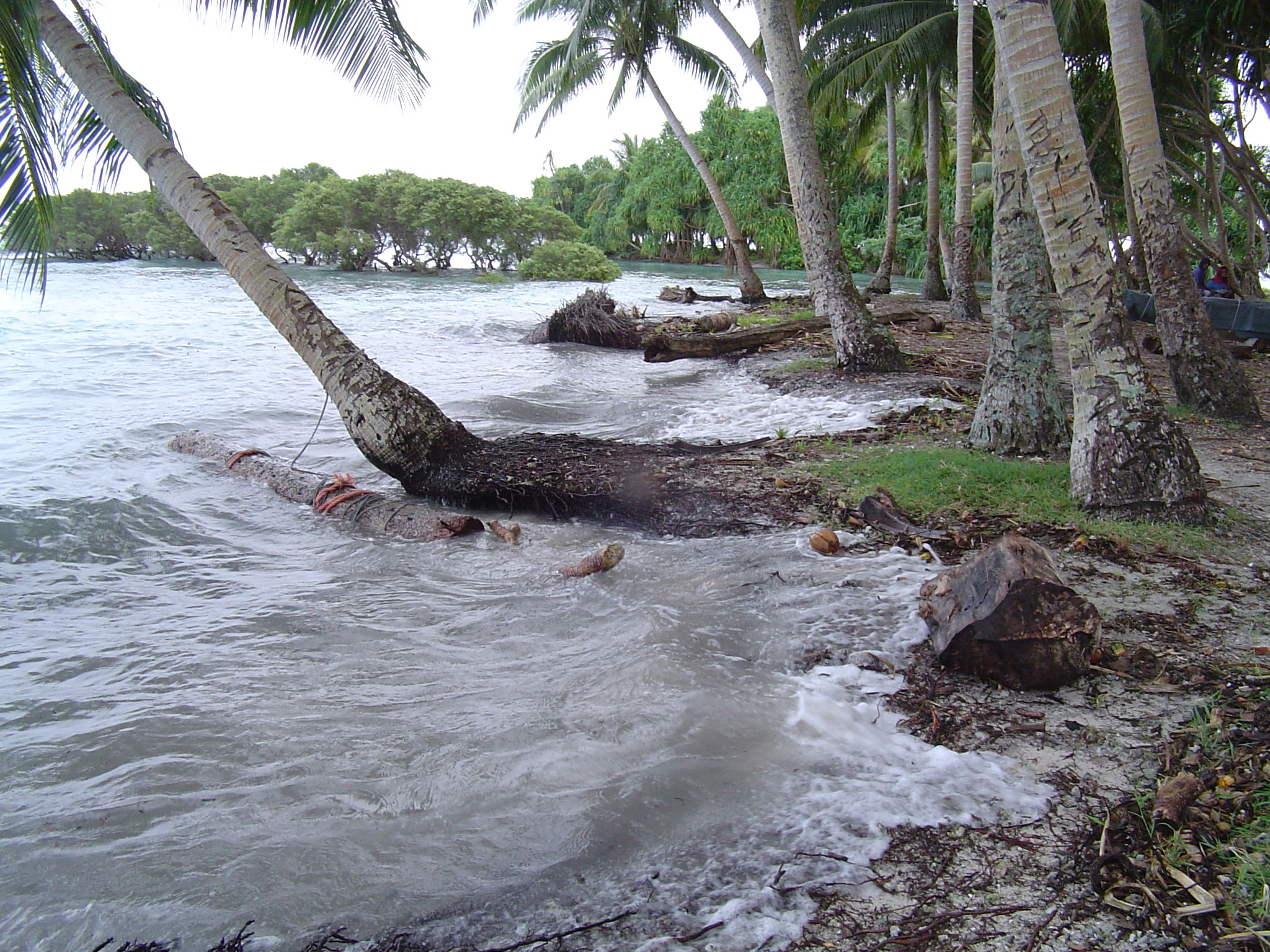
L'élévation du niveau de la mer est une préoccupation urgente pour de nombreuses insulaires.

### Cascades trophiques
Les activités humaines et l'introduction d'espèces non indigènes provoquent souvent des cascades trophiques, où les effets directs sur une espèce entraînent des effets indirects sur d'autres espèces du réseau trophique. Un exemple est sur l'île de Santa Cruz, dans les îles anglo-normandes de Californie, où l'empoisonnement au DDT a réduit les populations de pygargues à tête blanche. Ceci, avec une abondance de porcs sauvages introduits comme proies, a permis aux aigles royaux de coloniser l'île et de remplacer les pygargues à tête blanche. Cependant, les aigles royaux mangeaient également des renards indigènes des îles. Les niveaux de population de renards ont diminué jusqu'à presque disparaître, tandis que les populations de mouffettes ont augmenté en raison d'une concurrence détendue avec les renards.

## Conservation de l'île

### Conservation sur les îles
Les écosystèmes insulaires étant autonomes, il devrait être possible d’atténuer bon nombre des menaces pesant sur les espèces. Les écologistes et les gestionnaires travaillent ensemble pour prioriser les zones de conservation et pour concevoir et mettre en œuvre rapidement des plans d'action. Tout ne peut pas être mis en réserve, il est donc important de rassembler d'abord les informations pertinentes et de prioriser les domaines de préoccupation. Une fois qu'un domaine a été choisi, les gestionnaires doivent alors en acquérir la propriété et obtenir un soutien. Les experts locaux et les populations autochtones devraient également être associés à ce processus. Avoir des objectifs clairement définis facilitera les nombreuses interactions nécessaires entre les personnes et les agences. Une fois qu'une réserve est en place, les gestionnaires peuvent alors pratiquer la gestion adaptative et faire une éducation communautaire continue.
Sur terre, la conservation des îles se concentre sur la protection des espèces et de leur habitat. Dans certains cas, la conservation peut être intégrée à la production agricole. Par exemple, les plantations d'Acacia koa et les pâturages boisés à Hawaï sont des écosystèmes anthropogéniquement modifiés, mais permettent la connectivité entre les fragments de forêt et maintiennent ainsi une plus grande diversité que les pâturages ouverts. D'autres directions comprennent la restauration de l'habitat et l'éradication des prédateurs, des ongulés et des plantes exotiques introduits (par la chasse, l'élimination ou la lutte biologique).
Dans les écosystèmes marins, il y a eu une création croissante de réserves «sans prélèvement». Cela permet le rétablissement des espèces indigènes, ainsi que l'augmentation des espèces exploitées commercialement. Cependant, dans les systèmes terrestres et marins, ces actions sont coûteuses et n'aboutissent pas toujours aux résultats escomptés. Par exemple, certains non-indigènes deviennent des espèces clé et leur élimination peut causer plus de tort que de bien à l'écosystème. Pour être plus efficaces, les gestionnaires des écosystèmes insulaires devraient partager des informations et apprendre des erreurs de chacun.

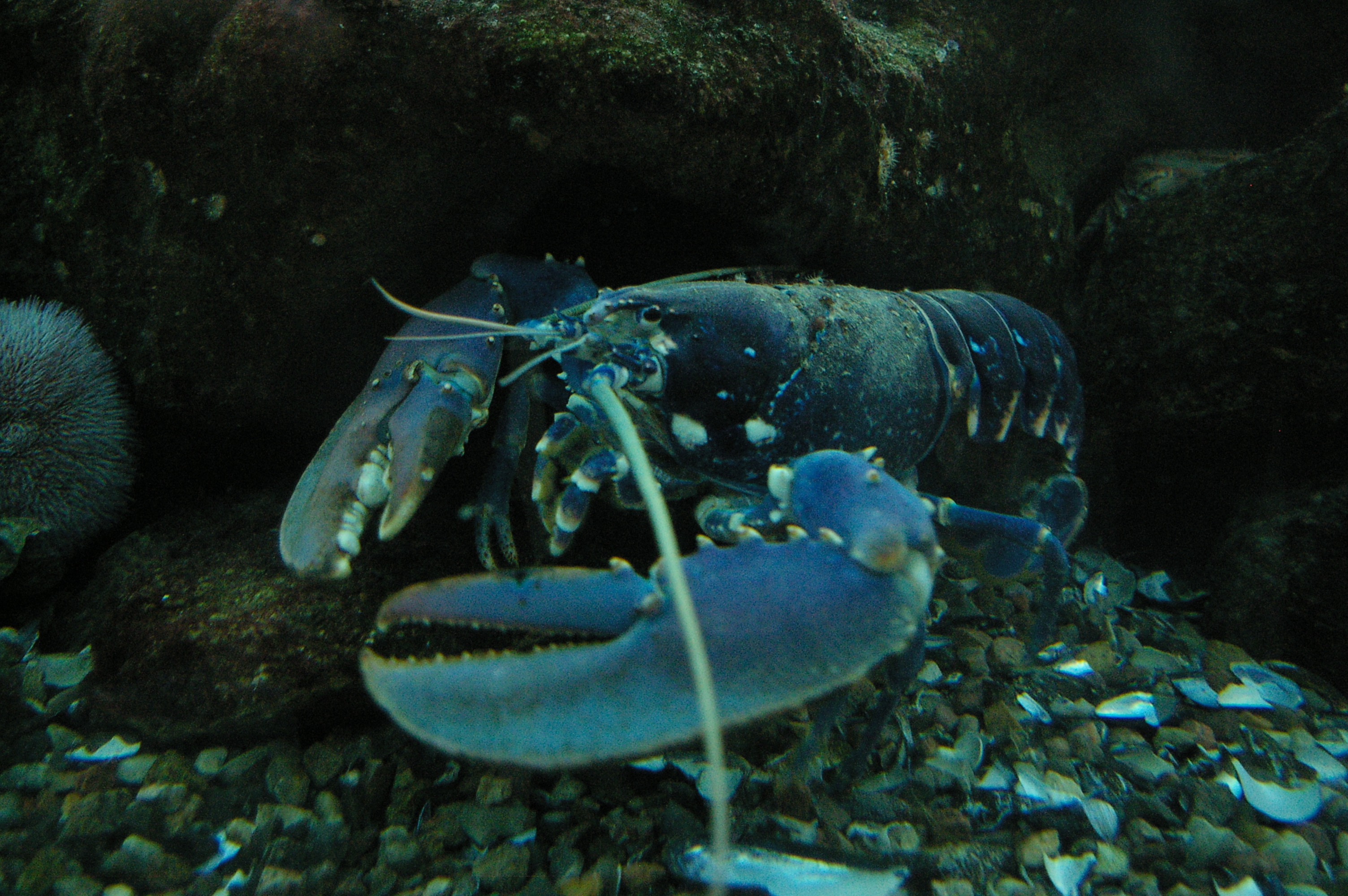
Le homard bénéficie grandement de la création de zones de non-prélèvement sur des îles comme la Grande-Bretagne, la Nouvelle-Zélande et les Tonga.

## Restauration de l'île
La conservation des îles a tendance à se concentrer sur la préservation des espèces individuelles et de leurs habitats. Cependant, de nombreux écologistes préviennent que les processus écologiques et évolutifs doivent également être conservés. La conservation des communautés insulaires dans leur ensemble est étroitement liée à la restauration.
La restauration active sur les îles peut être effectuée à la fois pour les espèces animales (translocations, reproduction induite) et les espèces végétales (reboisement). La création d'objectifs de restauration peut être difficile car il est souvent impossible de restaurer l'écosystème à son état «historique» ou «normal», si cet état peut même être clairement défini. La restauration n'est jamais complète, car les communautés écologiques sont toujours en état de changement.

## Utilisation durable
L'épuisement des ressources étant un problème majeur sur les îles, les besoins des populations humaines doivent également être pris en compte. Sur de nombreuses îles, les scientifiques et les gestionnaires étudient les pratiques traditionnelles des populations autochtones en tant que solutions de conservation potentielles. Dans certains cas, les systèmes à prélèvement limité qui desservent la communauté peuvent offrir une meilleure alternative aux aires protégées entièrement fermées, s'il n'y a pas suffisamment de ressources pour une application appropriée. L'éducation du public joue un rôle important.